# Haderslev Amts Jernbaner
Haderslev Amts Jernbaner (HAJ) blev anlagt, mens Sønderjylland var tysk, og hed Kleinbahnen des Kreises Hadersleben eller Haderslebener Kreisbahn (HK) indtil genforeningen i 1920. Banerne kom i folkemunde til at hedde "Perle" eller "e lillebahn".

## Anlæg
Lokalbanerne i Haderslev Amt blev i lighed med de øvrige lokalbaner i Sønderjylland anlagt indenfor rammerne af den preussische Kleinbahngesetz fra 1892, der tog sigte på at fremme udviklingen af jernbaner i landområderne, hvor trafikken var knap så intensiv og godsmængden begrænset. Loven lagde derfor op til, at man kunne se bort fra nogle af de sikkerhedskrav, som ellers var gældende ved jernbanedrift i Preussen, fx mht. indhegning og signaler. Det var også en del af konceptet, at der sjældent blev bygget egentlige stationer, men at en lokal kromand eller landmand blev baneagent, som fra sin ejendom skulle varetage billetsalg mv.
Lokalbanerne blev finansieret lokalt af byer og kredse (amter), og anlægget af de første lokalbaner i Haderslev Amt blev besluttet 28. marts 1896. Anlægsarbejderne begyndte 11. juni 1897. De første strækninger blev indviet i marts 1899 og havde da kostet næsten dobbelt så meget som budgetteret.
Udbygningen af Haderslev Amtsbaner kan inddeles i 3 faser:

### 1899
Alt Hadersleben (Haderslev Statsbanegård) fra 1866 lå i den vestlige udkant af Haderslev og havde ikke forbindelse med bymidten og havnen, men HK's centrale station Hadersleben Kleinbahnhof (Haderslev Amtsbanegård) blev placeret ved Jomfrustien inde i byen. Den første amtsbanestrækning skabte forbindelse mellem de to banegårde og fortsatte til Christiansfeld. Desuden blev der fra amtsbanegården anlagt en havnebane. Sporet mellem statsbanegården og havnen via amtsbanegården var firestrenget, så der både kunne køre vogne fra den normalsporede statsbane og den metersporede amtsbane, trukket af amtsbanens lokomotiver.
Fra Vojens amtsbanestation udgik strækningen til Gram og Rødding. Så havde man smalsporsbaner i begge ender af Vojens-Haderslev banen, men for ikke at omlæsse gods til og fra den normalsporede statsbane åbnede HK senere på året sin egen smalsporede bane mellem Haderslev og Vojens. Den gik i en stor bue syd om Haderslev Dam via Ustrup, der senere blev et knudepunkt.

### 1903-05
Strækningen mod øst fra Sønderbro i Haderslev til Årøsund blev indviet i 1903. Strækningen mod vest fra Ustrup i en bue mod syd via Branderup til Toftlund blev indviet i 1904. Strækningen mod nordvest til Skodborg blev indviet i 1905. Den blev anlagt fra statsbanegården, men togene udgik fra amtsbanegården, så Skodborgbanen overtog strækningen mellem de to banegårde i Haderslev.

### 1910-11
HK's banenet blev fuldført ved at de to vestlige strækninger, der endte i Gram og Toftlund, i 1910 blev forlænget til Arnum, hvorfra der i 1911 blev anlagt bane til Skærbæk på Ribe-Tønder Jernbane.

## Strækningsdata
| Strækning                                                     | Indviet            | Nedlagt               | Km   |
| ------------------------------------------------------------- | ------------------ | --------------------- | ---- |
| Haderslev statsbanegård-Haderslev amtsbanegård-Haderslev Havn | 4. marts 1899      | Overtaget af DSB 1934 | 2,3  |
| Haderslev amtsbanegård-Christiansfeld                         | 4. marts 1899      | 25. juni 1932         | 18,9 |
| Vojens amtsbanegård-Gram (slot)-Gram By                       | 5. marts 1899      | 30. november 1938     | 23,3 |
| Gram (slot)-Rødding                                           | 5. marts 1899      | 30. november 1938     | 8,5  |
| Haderslev amtsbanegård-Ustrup                                 | 4. august 1899     | 23. juni 1939         | 11,3 |
| Ustrup-Vojens amtsbanegård                                    | 4. august 1899     | 30. november 1938     | 7,9  |
| Haderslev amtsbanegård-Årøsund                                | 28. maj 1903       | 15. februar 1938      | 27,1 |
| Ustrup-Toftlund                                               | 2. april 1904      | 24. juni 1939         | 35,4 |
| Haderslev amtsbanegård-Skodborg                               | 1. juli 1905       | 1. februar 1933       | 37,3 |
| Gram By-Arnum                                                 | 13. september 1910 | 21. maj 1937          | 7,8  |
| Toftlund-Arnum                                                | 15. september 1910 | 21. maj 1937          | 9,4  |
| Arnum-Skærbæk                                                 | 1. april 1911      | 21. maj 1937          | 21,0 |

Med en samlet længde på 210,2 km inkl. Haderslev Havnebane var HK/HAJ klart den længste af de sønderjyske amtsbaner. Sporvidden var 1.000 mm (meterspor), og skinnerne vejede 15,5 kg/m, hvilket var almindeligt for lokalbaner, men satte grænser for hvor tunge tog der kunne køre på sporet og hvor hurtigt. På de sidste baner fra 1910-11 gik man over til tungere skinner, der vejede 24,39 kg/m. Maksimumfarten var på alle baner 30 km/t.

## Standsningssteder[1]

### Haderslev-Christiansfeld
Efter at Skodborgbanen i 1905 overtog strækningen mellem de to banegårde i Haderslev, var Christiansfeldbanens længde 18,9 km.
- Haderslev statsbanegård i km 0,0 – forbindelse med Vojens-Haderslev banen.
- Haderslev amtsbanegård i km 1,2 – forbindelse med Skodborg, Ustrup, Årøsund og Haderslev Havnebane.
- Vesterris trinbræt i km 3,9.
- Neder Åstrup station i km 4,5.
- Over Åstrup station i km 6,2.
- Vonsbæk station i km 8,2.
- Vildfang station i km 9,3. Senere trinbræt med sidespor.
- Sillerupgård trinbræt i km 10,4.
- Sillerup station i km 11,4.
- Fjelstrup station i km 13,5.
- Gammelby trinbræt. Senere sidespor i km 14,4.
- Kellergård trinbræt i km 16,6.
- Favstrup station i km 17,5.
- Christiansfeld station i km 20,1.

Banetracéet er bevaret og tilgængeligt på 4 km af denne strækning:
- Ad Vesterrisvej til Neder Åstrup
- Fra Juelsmindevej til Gymosevej
- Gennem Gymose Skov

### Haderslev-Vojens-Gram-Arnum
- Haderslev amtsbanegård i km 0,0 – forbindelse med Christiansfeld, Skodborg og Haderslev Havnebane.
- Haderslev Syd (Sønderbro) station i km 1,5 – forbindelse med Årøsund.
- Erlev trinbræt i km 3,9 med sidespor.
- Erlev Kro trinbræt i km 5,0.
- Nørbygård station i km 6,6. Senere trinbræt med sidespor.
- Marstrup station i km 7,5.
- Pamhule trinbræt i km 8,8.
- Ustrup station i km 11,3 – forbindelse med Arnum via Branderup.
- Høgelund station i km 12,9.
- Gammel Ladegård station i km 16,0.
- Jernhyt trinbræt i km 17,0 med sidespor.
- Vojens amtsbanegård i km 19,2 – forbindelse med Fredericia-Flensborg banen.
- Skrydstrup station i km 22,6.
- Uldal station i km 24,3.
- Bæk Skov station i km 26,2.
- Kolsnap station i km 27,3.
- Store Nustrup station i km 28,8.
- Lille Nustrup station i km 30,2.
- Øster Lindet station i km 34,3.
- Vester Lindet station i km 37,5.
- Gram (slot) station i km 41,2 – forbindelse med Rødding.
- Gram By station i km 42,5.
- Tiset station i km 45,7.
- Arnum station i km 50,3 – forbindelse med Skærbæk og med Ustrup via Branderup.

Banetracéet er bevaret og tilgængeligt på 4½ km af denne strækning:
- Gennem Pamhule Skov
- Fra Jernhytvej til Søndre Ringvej i Vojens
- Fra Øster Lindet til Tøndervej og i skoven
- Gennem Kofenne ved Vester Lindet
- Fra Skovbrynet over Folevej til Gram Å
- Fra Åvej til Torvegade i Gram
- Gelså

### Gram-Rødding
Km fra Haderslev amtsbanegård, sidebanens længde var 8,5 km.
- Gram (slot) station i km 41,2 – forbindelse med Arnum og Haderslev.
- Låsled trinbræt i km 43,1 med sidespor.
- Brændstrup station i km 45,3.
- Rødding station i km 49,7.

Banetracéet er bevaret og tilgængeligt på 4½ km af denne strækning:
- Gennem Storskov nord for Gram
- Dæmning over Brændstrup Bæk
- Fra Brændstrup til Hundebølvej
- Cykelsti nordvest for Gustenborg
- Langs Rasselbæk og Sommerlyst til Rødding

### Haderslev-Årøsund
Strækningen til Sønderbro fandtes i forvejen, så Årøsundbanens nyanlagte strækning var på 27,1 km.
- Haderslev amtsbanegård i km 0,0 – forbindelse med Christiansfeld, Skodborg og Haderslev Havnebane.
- Haderslev Syd (Sønderbro) station i km 1,5 – forbindelse med Ustrup.
- Brorsbøl trinbræt i km 4,3 med sidespor.
- Vandling station i km 5,1.
- Nørre Vilstrup station i km 8,0.
- Sønder Vilstrup station i km 9,8.
- Victoriabad
- Kelstrup Bad station i km 12,8.
- Olufskær station i km 14,6. Senere trinbræt med sidespor.
- Hejsager station i km 17,3.
- Halk station i km 18,9.
- Sode station i km 20,0. Senere trinbræt med sidespor.
- Hyrup station i km 20,8.
- Øsby station i km 23,4.
- Hajstrup station i km 25,1.
- Råde station i km 26,1.
- Årøsund By station i km 27,2. Senere trinbræt med sidespor.
- Årøsund Havn station i km 28,6.

Banetracéet er bevaret og tilgængeligt på 1 km af denne strækning:
- Fra Rugager i Haderslev til Eskær

### Haderslev-Skodborg
Strækningen mellem de to banegårde i Haderslev fandtes i forvejen, så Skodborgbanens nyanlagte strækning var på 37,2 km.
- Haderslev amtsbanegård i km 0,0 – forbindelse med Christiansfeld, Årøsund, Ustrup og Haderslev Havnebane.
- Haderslev statsbanegård i km 1,2 – forbindelse med Vojens-Haderslev banen.
- Simmerstedvejen station (senere).
- Ejsbøl station i km 2,5. Senere trinbræt med sidespor.
- Moltrup station i km 6,0.
- (Sønder) Bramdrup station i km 7,1.
- Hjerndrup station i km 9,2.
- Ulriksbjerg station i km 11,8. Senere trinbræt med sidespor.
- Simmersted station i km 12,8.
- Maugstrup station i km 15,2.
- Kastvrå station i km 16,8.
- Sommersted Øst trinbræt i km 18,5.
- Sommersted By station i km 19,5.
- Sommersted amtsbanegård i km 20,6 – forbindelse med Fredericia-Flensborg banen
- Sommersted Vest station i km 21,6. Senere trinbræt.
- Mølby station i km 23,2.
- Lerte station i km 24,8.
- (Sønder) Ørsted station i km 26,3
- Jels station i km 29,7.
- Haraldsholm station i km 32,6. Senere trinbræt med sidespor.
- Mikkelborg (Kro) station i km 34,6.
- Skodborgskov station i km 36,2. Senere trinbræt med sidespor.
- Skodborg amtsbanegård i km 38,4.

Banetracéet er bevaret og tilgængeligt på 2 km af denne strækning:
- Fra Grønlandskvarteret til Moltrup Landevej
- Fra Kastvråvej til Gammel Kastvråvej
- Fra Jarlsvej til Overbygade i Jels

### Ustrup-Skærbæk
- Ustrup station i km 0,0 – forbindelse med Haderslev og Gram.
- Slukefter station i km 2,2. Slukefter Kro i Vedsted var stationskro. I den tyske tid stod der Wittstedt på stationsskiltet.
- Arnitlund station i km 4,2.
- Over Jerstal amtsbanegård i km 6,4 – forbindelse med Fredericia-Flensborg banen.
- Neder Jerstal station i km 9,8.
- Blankenhof station i km 10,9. Senere trinbræt med sidespor.
- Strandelhjørn station i km 12,6.
- Galsted station i km 14,9.
- Rangstrup station i km 16,2.
- Østergårde trinbræt i km 19,2 med sidespor.
- Agerskov station i km 21,8.
- Kærgård trinbræt i km 24,0.
- Branderup Mølle station i km 25,7. Senere trinbræt med sidespor. Her fra banens sydligste punkt blev der i 1916 som led i Sikringsstilling Nord anlagt militærspor mod syd til Øster Terp på Aabenraa Amts Jernbaners Løgumkloster-linje og mod vest i retning af Døstrup.
- Branderup station i km 26,6.
- Branderup Mark trinbræt i km 26,8.
- Mandbjerg Syd trinbræt (senere).
- Mandbjerg station i km 30,8. Senere trinbræt med sidespor.
- Toftlund Kirke trinbræt i km 34,1 med sidespor.
- Toftlund station i km 35,4.
- Stenderup trinbræt.
- Gravlund station i km 39,2. Senere trinbræt med sidespor.
- (Vester) Højrup station.
- Arnum station i km 44,8 – forbindelse med Gram.
- Spandet station i km 48,9.
- Fjersted station i km 51,1. Senere trinbræt med sidespor.
- Roager station i km 54,1.
- Øster Åbølling station i km 55,1.
- Frifelt station i km 58,3.
- Ullemølle trinbræt i km 61,7 med sidespor.
- Skærbæk amtsbanegård i km 65,8 – forbindelse med Ribe-Tønder Jernbane.

Banetracéet er bevaret og tilgængeligt på 2½ km af denne strækning:
- Vest for Skausvej i Over Jerstal
- Gennem Mandbjerg Skov
- Gennem Toftlund Skov
- Overfor Ribevej 8
- Nord for Brøns Å ved Ullemølle

## Bevarede stationsbygninger
- Vonsbæk: Vonsbækvej 7
- Fjelstrup: Skolebakken 18
- Christiansfeld: Jernbanegade 1
- Marstrup: Kalmargårdvej 3
- Ustrup: Knagsledvej 16
- Uldal: Uldalvej 32
- Kolsnap: Kolsnapskovvej 1
- Lille Nustrup: Blomtoften 12
- Øster Lindet: Lindevej 8
- Vester Lindet: Vester Lindetvej 25
- Arnum (ombygget til forsamlingshus 1947): Vinkelvej 1
- Arnum (remise): Vinkelvej 1A
- Kelstrup: Kelstrupvej 49
- Hejsager: Hejsager Strandvej 41
- Årøsund (remise): Aarøsund Havn 24
- Maugstrup: Mejerivej 2
- Kastvrå: Kastvråvej 17
- Sommersted: Søndermarksvej 1
- Slukefter: Tøndervej 16, Vedsted
- Arnitlund: Bregnehøjvej 1
- Over Jerstal (amtsbanestation): Stationsvej 4
- Agerskov: Mejerivej 1
- Branderup: Branderup Bygade 14

## Drift
Haderslev Amts Jernbaner fik hovedkontor på amtsbanegården i Haderslev. Her lå også banens værksteder og remise. Ved starten i 1899 havde jernbanen 35 ansatte tjenestemænd og 21 baneagenter foruden nogle løst ansatte. I 1914 var dette antal steget til 432 personer.
Trafikken udviklede sig jævnt frem til 1. verdenskrigs udbrud i 1914, hvorefter den steg ganske markant. Samtidig blev det vanskeligt at skaffe materialer, så jernbanen blev slidt kraftigt ned under Verdenskrigen. Ved genforeningen var banen således i en dårlig forfatning, både anlægsmæssigt og økonomisk. I 1921 kom de første motorvogne. De var forholdsvis primitive, men alligevel et fremskridt.
I 1926 begyndte banen at fragte mergel, som blev brugt til at forbedre kvaliteten af landbrugsjorden. Mergellejerne lå ved Arnum, Fjersted og Roager, og herfra kørtes der mergel på åbne vogne med lokalbanen, som ofte blev suppleret med interimistiske spor ud til de enkelte landmænd.
I 1923 begyndte bestyrelsen at udarbejde oversigter over økonomien i de enkelte strækninger, og heraf fremgik det, at kun strækningen til Rødding gav overskud. Et væsentligt problem var at strækningerne var anlagt med henblik på at tilfredsstille så mange lokalsamfund som muligt, hvilket gav en meget kringlet linjeføring. Dette var i særlig grad tilfældet med banen mellem Haderslev og Årøsund, hvor det hævdedes, at en god fodgænger kunne gå fra Haderslev til Årøsund på den samme tid som det tog toget at køre strækningen. Da der begyndte at komme rutebiler på vejene foretrak mange passagerer at bruge dem i stedet.

## Nedlæggelsen
Christiansfeldbanen blev nedlagt i 1932, efterfulgt af Skodborgbanen i 1933. Hermed ophørte amtsbanens trafik mellem de to banegårde i Haderslev, men i 1934 overtog DSB denne strækning, så Vojens-Haderslev banen fik endestation på amtsbanegården. De vestlige strækninger fra Gram By og Toftlund til Skærbæk blev nedlagt i 1937. Årøsundbanen blev nedlagt i 1938 efter at der året før kun havde kørt badetog til Kelstrup. Senere i 1938 blev Gram/Røddingbanen nedlagt, og det sidste tog på strækningen til Toftlund kørte 24. juni 1939.